# كوكب سيار
الكواكب السيارة هو الاسم القديم للكواكب التي ترى من الأرض متجولة بين النجوم. وقد سُميت «سيارة» لأن العرب القدماء كانوا يُسمون كل النقاط اللامعة في السماء بـ«الكواكب». ولكن لاحظوا أن بعضها تتحرك باستمرار عبر السماء غير حركة دوران القبة السماوية الناتجة عن دوران الأرض حول نفسها. ولذلك فقد سموا المتحركة منها بـ«الكواكب السيارة» (والتي تُسمى اليوم «الكواكب») والثابتة بـ«الكواكب الثابتة» (والتي تسمى اليوم «النجوم»). وقد كان القدماء يَعتبرون الكواكب السيارة مميزة عن الثابتة، وقد اعتبروها كلها آلهة. فمثلاً، «مارس» (الاسم اللاتيني للمريخ) هو إله الحرب الروماني، و«جوبيتر» (الاسم اللاتيني للمشتري) هو من أعظم آلهة الرومان. أما العرب فلم يَعتبروها آلهة بالرغم من أنهم عظّموها، فالمشتري أخذ اسمه لأنه اشترى العظمة لنفسه. وقد كان للمشتري والزهرة أهمية خاصة عندهم للمعانهما الشديد.
حتى عام 2006 كانت هناك تسعة كواكب سيارة في جهازنا الشمسي. ولكن في عام 2006، في المؤتمر العالمي لاتحاد علماء الفلك، عدّلت من جديد الشروط الازمة لتعريف جسم فلكي باسم كوكب وبموجب هذا التعريف الجديد سُلب من بلوتو لقب كوكب لكونه جسم صغير وبهذا أصبح في جهازنا الشمسي ثمانية كواكب سيارة فقط.